# DJ Scot Project
DJ Scot Project is een Duitse dj. Hij wordt gezien als een van de grondleggers van de hardtrance.
Hij staat bekend om de ingewikkelde manier waarop hij zijn platen op bouwt, en dan met name het langdurig uitstellen van het moment waarop de climax los barst. Daarnaast heeft hij een patent op snoeiharde kickdrums en zagende basslijnen.
Hij begon als dj in 1986, en draaide toen vooral breakdance muziek. Toen de acid house opkwam, kwam onder meer die stijl erbij. Door het mixen van de nog iets latere ontstane stijlen uit de acid house ontstond er een eigen geluid en stijl. Na 1990 begon hij in Frankfurt zijn eigen studio. Hij maakte in eerste instantie vooral remixen maar later volgde ook zijn eigen singles. Hij scoorde meteen een grote hit met het nummer X in 1995, dat verscheen op het inmiddels legendarische hardtrance en trance label Overdose, waar hij een belangrijke rol speelde.
Hij werd buiten Duitsland na 2000 een stuk bekender toen de hardtrance iets harder werd en meer op dan populaire hardstyle ging gelijken. Hij wordt samen met onder andere Russenmafia en DJ Tom-X gezien als de belangrijkste vertegenwoordigers van de Duitse hardstyle geluid.
Hij heeft tevens meer dan eens gescoord onder zijn "Arome" alias, met o.a. Visions of Paradise en Scream, en zijn remix van de klassieker Derb - Derb.
- Gemeinsame Normdatei: 135495547
- MusicBrainz: 56166fd3-9741-4648-b319-57d99517edff
- Virtual International Authority File: 80222441
- WorldCat: E39PBJvMwpyFdCPDJPtvwgbfMP